# Карасаев, Хасен Мухаметгалиевич
Хасен Мухаметгалиевич Карасаев (1905 год — ?) — советский партийный и государственный деятель, председатель Кустанайского облисполкома (1937—1938).

## Биография
В 1927 г. окончил Казакскую краевую школу советского и партийного строительства, в 1930 г. — Центральные курсы советского строительства в Москве.
- 1920—1921 гг. — регистратор Акмолинского уездного статистического бюро,
- 1922—1923 гг. — налоговый инспектор Акмолинского уездного продовольственного комиссариата,
- 1923—1924 гг. — заведующий отделом политического просвещения Атбасарского уездного комитета РКСМ (Акмолинская губерния),
- 1924—1925 гг. — заведующий организационным отделом Акмолинского губернского комитета ВЛКСМ,
- 1928—1929 гг. — заместитель председателя исполнительного комитета Карагандинского районного Совета,
- 1930—1932 гг. — ответственный секретарь Есильского районного комитета ВКП(б) (Казакская АССР),
- 1932—1933 гг. — заведующий отделом кадров Карагандинского областного комитета ВКП(б),
- 1933—1937 гг. — первый секретарь Октябрьского районного комитета ВКП(б) (Караганда),
- 1937—1938 гг. — председатель исполнительного комитета Кустанайского областного Совета.

В июне 1938 г. был арестован, в октябре 1940 г. — осуждён к восьми годам лишения свободы.